# Mozaikszók listája: W
Ezen a lapon a W betűvel kezdődő mozaikszók ábécé rend szerinti listája található. A kis- és nagybetűk nem különböznek a besorolás szempontjából.

## Lista: W
- WC
  - water-closet
  - world champion (világbajnok)
- WWF – World Wide Fund for Nature (Természetvédelmi Világalap)
- WHO – World Health Organization (Egészségügyi Világszervezet)
- WJLF – Wesley János Lelkészképző Főiskola
- WTC – World Trade Center (Világkereskedelmi központ)
- WTO – World Trade Organization (Kereskedelmi Világszervezet)
- WTO – World Tourism Organization (Idegenforgalmi Világszervezet)
- WTO – World Toilet Organization (Vécé Világszervezet)
- WWW – World Wide Web (világháló)
- W3C – World Wide Web Consortium